# Favolaschia nipponica
Favolaschia nipponica är en svampart som beskrevs av Kobayasi 1952. Favolaschia nipponica ingår i släktet Favolaschia och familjen Mycenaceae.   Inga underarter finns listade i Catalogue of Life.